# 132
132（一百三十二）是131與133之間的自然數。

## 在数学中
- 第99個合數，正因數有1、2、3、4、6、11、12、22、33、44、66和132。前一個為130、下一個為133。
質因數分解為{\displaystyle 2^{2}\times 3\times 11}。
- 第30個過剩數，真因數和為204，盈度為72。前一個為126、下一個為138。
  - 第31個半完全數，和為本身的其中一組因數為1、 2、 3、 4、 11、 12、 22、 33、 44。前一個為126、下一個為138。
- 第12個普洛尼克數，為11與12的乘積。前一個為110、下一個為156。
- 第17個十进制的自我數。前一個為121、下一個為143。
- 第43個十进制的哈沙德數。前一個為126、下一個為133。
- 第74個十进制的奢侈數。前一個為130、下一個為136。
- 第3個45邊形數

## 在计算机文化中
132用二进制表示是 0010000100
有一种用手指使用二进制表达数值的方式，用来表达132的时候具有不雅的外观。

## 在人类文化中
- 九龍巴士公司的12米富豪超級奧林比安巴士載客量。
- 五十鈴LT132旅遊巴士底盤(主要出口往香港)。